# Johan Johansson i Noraskog
Johannes "Johan" Johansson (i riksdagen kallad Johansson i Noraskog), född 1 november 1840 i Nora landsförsamling, Örebro län, död 2 februari 1905 i Stockholm (folkbokförd i Nora landsförsamling), var en svensk politiker, kulturforskare och bergsman.
Johansson studerade en tid vid läroverket i Örebro och innehade därefter gårdarna Ringshyttan, Bergsäng och från 1885 hemmanet Noraskog i Gamla Pershyttan i Nora landsförsamling. När han efter fadern övertog Ringshyttan och Holmshyttan följde med dem den prestigefyllda titeln bergsman.
Han blev nämndeman i Nora härad 1870, ordförande i Nora kommunalnämnd 1872, ledamot av Örebro läns landsting 1869–1884 och var ledamot av riksdagens andra kammare 1870–1887 samt 1888–1902, från början som tillhörig intelligensen (ett öknamn för Ministeriella partiet), men från 1880 tillhörig Lantmannapartiet. Här tillhörde han den liberala och frihandelsvänliga flygeln och vid partisprängningen 1888 blev han medlem av Gamla lantmannapartiet, bland vars ledare han räknades. I samband med återföreningen av Lantmannapartiet 1895 spelade han en betydande roll. Han var som politiker inriktad på skattefrågorna och utgav skrifter i sådana ämnen. Han var ledamot av skatteregleringskommittén 1879–1883 och av läroverkskommittén 1883. Från 1884 hade han ansvaret för utarbetandet av det stora registerverket till riksdagens protokoll 1809–1899.
Från 1869 var Johansson ledamot av Örebro läns hushållningssällskap. Han var som riksdagsman ledamot av bevillningsutskottet 1880–1886 och 1891–1895, ledamot av konstitutionsutskottet 1887, i särskilda utskottet 1897, urtima vice ordförande i bankoutskottet 1897–1902, samt riksgäldsfullmäktig 1884–1888 och 1892–1905.
Johansson var livligt intresserad av historia och hembygdsforskning, framför allt rörande bergslagernas historia. Han lade upp ett eget arkiv med farfaderns skriftliga kvarlåtenskap som grundval och där samlade han urkunder i original eller avskrift rörande bergslagernas och bergshanteringens äldre historia, och han gjorde många excerperingar ur Kammararkivet i Stockholm. Som politiker fick han till stånd ekonomiseringen av detta arkivs uppordnande. Han utgav ett stort antal lokaltopografiska skrifter. Av dessa är det omfattande arbetet Noraskogs arkiv i sex band omfattande nära 3 300 sidor mest framträdande. Han blev korresponderande ledamot av Vitterhetsakademien 1895.
Han har fått en gata i Striberg uppkallad efter sig.